# Děda je lotr
Děda je lotr (v anglickém originále Dirty Grandpa) je americký komediální film z roku 2016. Režie se ujal Dan Mazer a scénáře John M. Phillips. Hlavní role hrají Robert De Niro, Zac Efron, Zoey Deutch, Aubrey Plaza a Dermot Mulroney.
Film byl uvedený do kin ve Spojených státech amerických 22. ledna 2016 a v České republice 8. června 2016. Film získal negativní recenze od kritiků, ale i přesto vydělal přes 99 milionů dolarů.

## Obsazení
| Robert De Niro         | Richard Kelly                          |
| Zac Efron              | Jason Kelly                            |
| Zoey Deutch            | Shadia                                 |
| Aubrey Plaza           | Lenore                                 |
| Dermot Mulroney        | Davis, Jasonův otec                    |
| Julianne Hough         | Meredith Goldstein, Jasonova snoubenka |
| Jason Mantzoukas       | Pam                                    |
| Jeffrey Bowyer-Chapman | Bradley                                |
| Adam Pally             | Nick                                   |
| Michael Hudson         | Brah                                   |
| Danny Glover           | Stinky                                 |
| Mo Collins             | strážník Finch                         |
| Henry Zebrowski        | strážník Reiter                        |

## Produkce
Scénář se objevil v roce 2011 na tzv. black listu, seznamu nejlepších, ještě nezfilmovaných scénářů. Robert DeNiro, Jeff Bridges a Michael Douglas byli zvažováni do role Richarda Kellyho.DeNirovo obsazení bylo oznámeno 4. září 2014, společně s obsazením Zaca Efrona do role jeho vnuka. Natáčení začalo 5. ledna v Atlantě a skončilo 9. května 2015.

## Přijetí
Film vydělal 35,6 milionů dolarů v Severní Americe a 64,3 dolarů v ostatních oblastech, celkově tak vydělal 99,9 milionů dolarů po celém světě. Rozpočet filmu činil 11,5 milionů dolarů. V Severní Americe byl oficiálně uveden 22. ledna 2016, společně s filmy Pátá vlna a The Boy. Za první víkend docílil čtvrté nejvyšší návštěvnosti, kdy vydělal 11,1 milionů dolarů.
Film získal převážně negativní recenze od kritiků. Na recenzní stránce Rotten Tomatoes získal z 122 započtených recenzí 11 procent s průměrným ratingem 2,8 bodů z deseti. Na serveru Metacritic snímek získal z 21 recenzí 18 bodů ze sta. Na Česko-Slovenské filmové databázi snímek získal 59%.